# Poznan, Rokîtne
Poznan (în ucraineană Познань) este un sat în comuna Hlînne din raionul Rokîtne, regiunea Rivne, Ucraina.

## Demografie
Componența lingvistică a localității Poznan
     Ucraineană (97,53%)
     Belarusă (2,11%)
     Alte limbi (0,36%)
Conform recensământului din 2001, majoritatea populației localității Poznan era vorbitoare de ucraineană (97,53%), existând în minoritate și vorbitori de belarusă (2,11%).